# 支恒榮
支恒榮（1848年—1914年），字季卿、芰卿、芰青，号继卿，江蘇省鎮江府丹徒縣（今江蘇省鎮江市）人。清朝政治人物，進士出身。

## 生平
同治九年，鄉試中舉；光緒三年，登進士，改庶吉士，后授翰林院編修。光緒九年，任會試同考官。光緒二十六年，任右贊善。光緒二十八年，任山東鄉試正考官。次年改湖南鄉試正考官。后任侍講學士。光緒三十年，任湖南學政。光緒三十二年（1906），改浙江提學使。1909年，浙江图书馆成立，支恒榮兼任督办。

## 家庭
- 祖父支方廉（字筠葊、筠庵），甘肃平庆泾固化道、浙江溫處道。曾收藏宋拓《定武兰亭序》（卷尾有正蓝旗汉军李世倬评赞及钱泳题跋），后由支恒榮递藏。